# Uncaria tomentosa
Uncaria tomentosa és una planta pertanyent al gènere Uncaria, de la família Rubiaceae, originària del Perú. El terme "tomentosa" es deu a la presència d'una fina pelussa al revers de les fulles. Nombrosos grups ètnics peruans l'han utilitzat amb finalitat medicinal durant moltes generacions. Està indicada en processos inflamatoris, asma, úlcera gàstrica, tumors i malalties degeneratives i de transmissió sexual. Es diu que, en tallar la tija fresca, desprèn un líquid d'aspecte semblant a l'aigua, i que la seva ingestió elimina el cansament i la gana. Moltes comunitats indígenes aprofiten aquestes característiques per fer-la servir com a beguda refrescant. Els primers estudis sobre la possible acció antitumoral d'aquesta planta els va dur a terme Arthur Brell, el 1950. La primera descripció d'aquesta planta es va fer a la zona de les Guaianes. Hi ha unes 60 espècies d'Uncaria.

## Ecologia
A diferència d'altres rubiàcies, té un hàbitat molt ampli. Creix a diverses altituds (pot arribar fins als 600 m) i també es troba en selves plujoses de muntanya. A Amèrica s'estén des de Panamà fins al sud del Perú, i inclou grans zones de Colòmbia, Veneçuela, l'Equador i pràcticament tota l'Amèrica Central. Al Perú, la seva àrea de distribució va des de la zona amazònica fins a les regions de Cuzco, Loreto i Madre de Dios. A Catalunya no hi ha constància que s'hagi trobat en cap bosc.

## Morfologia
Uncaria tomentosa és un arbust enfiladís que creix fins a una alçada d'uns 20 m. Les branques joves són quadrangulars i les tiges estan dotades d'unes espines llenyoses d'uns 2 cm de llarg que creixen orientades cap a terra. Les fulles, de color verd groguenc a l'anvers i més clares al revers, tenen un pecíol d'1,5 cm de llargada i un limbe oblong de 9 a 17 cm de llarg per 4 a 9 d'ample. Al revers de la fulla, s'hi observa el toment. Les inflorescències, axil·lars i a vegades terminals, fan 9 cm i presenten un raïm terminal de flors, cadascun dels quals conté quatre o cinc caps de flors.
Les flors són petites, d'uns 2 cm, hermafrodites, actinomorfes i sèssils. El calze és tubular, amb cinc lòbuls que acaben en punta i amb pèls a la vora dels lòbuls. La corol·la és infundibuliforme, de 0,5 cm de longitud, amb cinc lòbuls rodons de color groc, densament pubescent a la part externa i quasi glabra a la interna. L'androceu té cinc estams sèssils units al coll de la corol·la, alternipètals. Les anteres són oblonguiformes, amb bases prolongades i divergents. El gineceu té un ovari bicarpel·lar ínfer i els estigmes són el·lipsoides. El fruit és sec, dehiscent, amb dues valves el·lipsoides, ovalat-oblong, amb el calze persistent i acrescent.

## Farmacologia
- Part utilitzada (droga) : escorça i, en menor quantitat, arrel i fulles.
- Composició química: 
  - Alcaloides: s'han aïllat fins a sis alcaloides de tipus oxindòlic, entre els quals destaquen la pteropodina (isòmer A) i la rincofilina.
  - Esteroides vegetals: beta-sitosterol, estigmasterol, campesterol.
  - Polifenols i triterpens
- Usos medicinals: oncologia, sistema immunitari, sistema cardiovascular, malalties infeccioses, sistema osteoarticular i sistema respiratori.

### Accions farmacològiques
- Oncologia: aquesta planta es fa servir principalment com a antitumoral i, en general, com a inhibidor de malalties degeneratives, sobretot si afecten el sistema immunitari. És possible que alguns d'aquests efectes es deguin a les propietats antioxidants, que protegeixen les cèl·lules de les lesions produïdes pels radicals lliures, cosa que li proporciona un efecte general de tipus antiviral, antitumoral i antiinflamatori. Així mateix, es recomana per reduir els efectes secundaris associats al tractament de quimioteràpia anticancerosa.
- Sistema immunitari: la pteropodina i els tres alcaloides aïllats de l'ungla de gat estimulen la fagocitosi, per la qual cosa es creu que té una acció estimulant del sistema immunitari.
- Sistema cardiovascular: la rincofilina redueix l'agregabilitat de les plaquetes, cosa que fa disminuir el risc de trombosi. Es considera un bon tractament en cas de prevenció d'accidents tromboembòlics.
- Malalties infeccioses: estudis recents mostren que l'ungla de gat és un complement eficaç per millorar els paràmetres sanguinis alterats i per inhibir el desenvolupament de la sida.
- Sistema osteoarticular: l'ús en el tractament de l'artritis i l'artrosi és menys conegut; en canvi, la seva acció antiinflamatòria té un efecte positiu. Les dosis efectives en el tractament de processos dolorosos aguts són molt elevades, i per això és preferible fer servir altres plantes medicinals.
- Sistema respiratori: tradicionalment s'ha utilitzat en el tractament de pneumònies i al·lèrgies.

### Preparacions
- Pols de l'escorça: 2-4 g diaris.
- Infusió: 10 g de fulles per 200 cc d'aigua bullent.
- Cocció: 20-30 g d'escorça bullits en un litre d'aigua amb foc baix uns 20-30 minuts. És recomanable macerar l'escorça prèviament en aigua freda durant dues hores. Es beu el líquid en tres tongades al llarg del dia.

### Toxicitat
No es tenen dades sobre la toxicitat d'aquesta planta. En qualsevol cas, les aplicacions fetes fins ara demostren que és molt baixa, perquè no s'han detectat efectes secundaris, fins i tot quan s'ha administrat en dosis molt elevades.

### Precaucions
És recomanable no prendre ungla de gat durant l'embaràs o la lactància. A causa del seu alt contingut en tanins, pot ocasionar molèsties gàstriques en persones amb dispèpsia hipersecretora. No s'ha de combinar amb tractaments hormonals o amb insulina en diabètics i no es pot prendre durant períodes llargs.

## Història
L'OMS va patrocinar la Primera Conferència Internacional sobre Uncaria tomentosa a Ginebra (Suïssa), en què hi va haver unanimitat sobre el fet que, després de la quinina, cap més planta de la selva humida ha aconseguit despertar tant d'interès com Uncaria tomentosa. L'interès es concentra, sobretot, en els alcaloides, ja que sis són capaços de fer augmentar el nivell d'immunitat fins a un 50%. Uns dels cinc alcaloides han estat clínicament documentats perquè tenen efectes contra la leucèmia, tumors, úlceres, infeccions i artritis.
Els pobles indígenes de la zona sud-americana, d'on és originària, l'han fet servir contra el dolor reumàtic i la disenteria, i com a mitjà per assegurar el control de natalitat.